# マイク・フォード (野球)
マイク・フォード（英語: Mike Ford、本名：マイケル・ハリソン・フォード〈英語: Michael Harrison Ford〉、1992年7月4日 - ）は、アメリカ合衆国ニュージャージー州サマセット郡ベルミード出身のプロ野球選手（内野手）。右投左打。横浜DeNAベイスターズ所属。

## 経歴

### プロ入り前
プリンストン大学時代は一塁手と投手を兼任していた。

### プロ入りとヤンキース時代
2012年にドラフト外でニューヨーク・ヤンキースと契約してプロ入りしたが、2013年まで同大学の野球部でプレーを続け、2013年にはアイビーリーグのピッチャー・オブ・ザ・イヤーに輝いた。

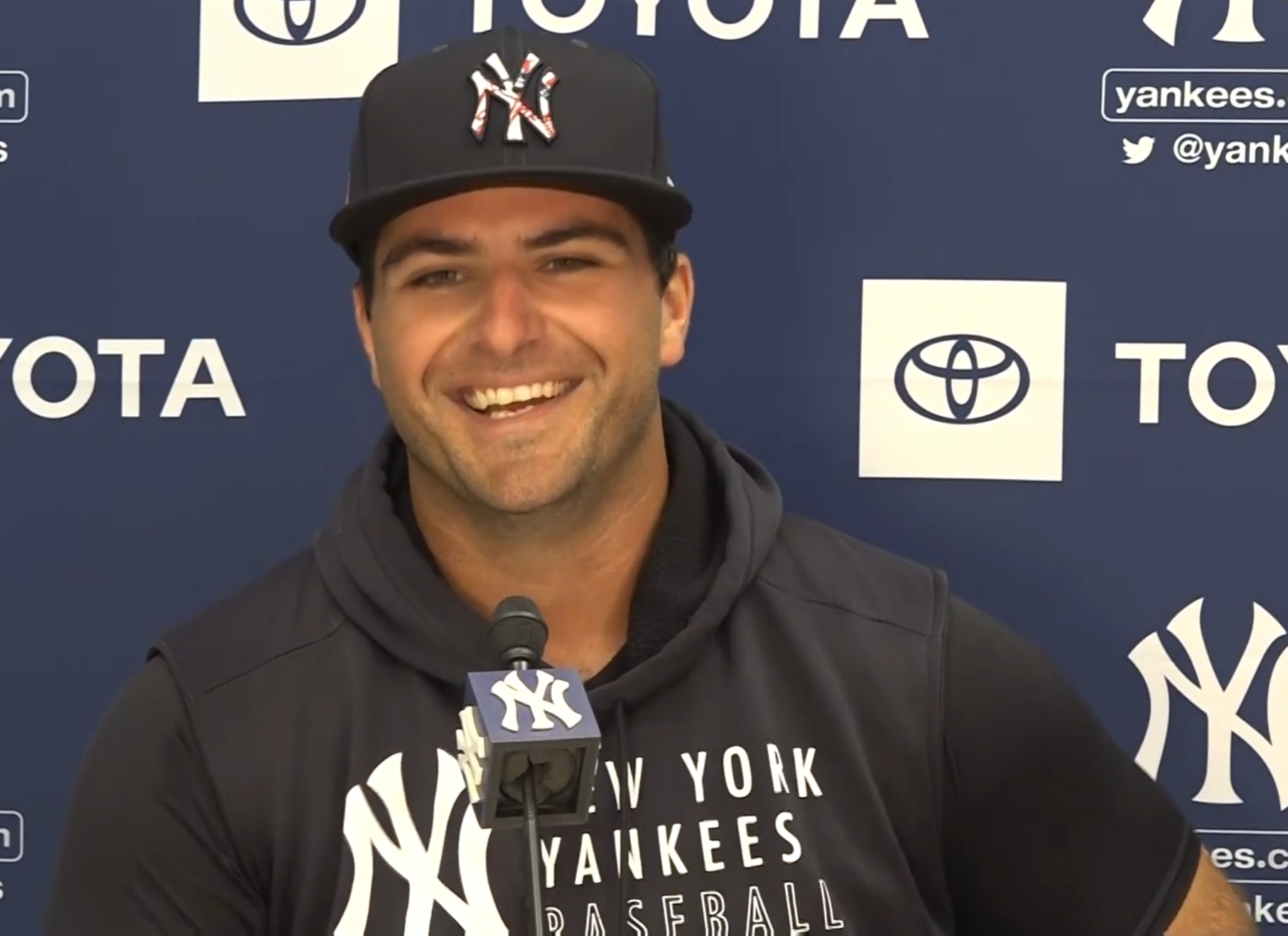
ヤンキース時代
（2021年3月4日）

2013年、傘下のA-級スタテンアイランド・ヤンキースでプロデビュー。33試合に出場して打率.235、3本塁打、17打点を記録した。
2014年はA級チャールストン・リバードッグスとA+級タンパ・ヤンキースでプレーし、2球団合計で105試合に出場して打率.292、13本塁打、56打点、2盗塁を記録した。
2015年はA+級タンパでプレーし、123試合に出場して打率.260、6本塁打、55打点、1盗塁を記録した。
2016年はA-級スタテンアイランド、A+級タンパ、AA級トレントン・サンダーでプレーし、3球団合計で56試合に出場して打率.289、8本塁打、43打点を記録した。
2017年はAA級トレントンとAAA級スクラントン・ウィルクスバリ・レイルライダースでプレーし、2球団合計で126試合に出場して打率.270、20本塁打、86打点、1盗塁を記録した。オフの2017年12月12日にルール・ファイブ・ドラフトでシアトル・マリナーズから指名されて移籍したが、2018年3月24日に同ドラフトの規約でヤンキースに戻ることになった。
2018年はA-級スタテンアイランドとAAA級スクラントン・ウィルクスバリでプレーし、2球団合計で108試合に出場して打率.251、16本塁打、54打点、1盗塁を記録した。
2019年は開幕をAAA級スクラントン・ウィルクスバリで迎えた。4月16日にメジャー契約を結んでアクティブ・ロースター入りし、18日のカンザスシティ・ロイヤルズ戦にて「7番・指名打者」で先発出場してメジャーデビュー（この試合では3打数無安打）。この年メジャーでは50試合に出場して打率.259、12本塁打、25打点を記録した。また、投手として1試合に登板した（8月15日のクリーブランド・インディアンス戦）。
2021年6月12日にDFAとなった。

### レイズ傘下時代
2021年6月17日に金銭及び後日発表選手とのトレードで、タンパベイ・レイズへ移籍した。移籍後は傘下のAAA級ダーラム・ブルズでプレーしていたが、8月21日にDFAとなった。

### ナショナルズ傘下時代
2021年8月23日にウェイバー公示を経てワシントン・ナショナルズへ移籍し、傘下のAAA級ロチェスター・レッドウイングスへ配属された。オフの11月30日にFAとなった。

### マリナーズ傘下時代
2022年3月15日にマリナーズとマイナー契約を結んでスプリングトレーニングに招待選手として参加することになったと報じられ、翌16日に正式公示された。シーズン開幕は傘下のAAA級タコマ・レイニアーズで迎え、4月15日にメジャー契約を結んでアクティブ・ロースター入りした。だが、出場機会が無いまま4月25日にDFAとなった。

### ジャイアンツ時代
2022年4月30日に金銭トレードでサンフランシスコ・ジャイアンツへ移籍した。

### マリナーズ時代
2022年5月12日にトレードでシアトル・マリナーズへ移籍した。公式戦にも出場したが16試合で打率.172、3打点と振るわず、6月4日にDFAとなった。

### ブレーブス時代
2022年6月10日にウェイバー公示を経てアトランタ・ブレーブスへ移籍した。ブレーブスでは野手として5試合に出場したほか、投手としても1試合に登板したが（6月30日のフィラデルフィア・フィリーズ戦）、本業の打者として7打数無安打と結果を残せず、8月10日にDFAとなり、同日中に自由契約となった。

### エンゼルス時代
2022年8月16日にロサンゼルス・エンゼルスとマイナー契約を結んだ。同月25日にアクティブ・ロースター入りした。しかし、9月28日にDFAとなり、10月2日にウェイバー公示となり、7日にFAとなった。

### マリナーズ復帰
2023年1月22日にマリナーズとマイナー契約を結んでスプリングトレーニングに招待選手として参加することになった。開幕は傘下のAAA級タコマで迎えた。6月2日にメジャー契約を結び、アクティブロースター入りした。この年は自己最多の84試合に出場して、打率.228、16本塁打、34打点を記録した。オフの11月17日にノンテンダーFAとなった。

### レッズ時代
2024年2月24日にシンシナティ・レッズとマイナー契約を結んだ。メジャーに昇格した場合の年俸は130万ドルで、オプションとして最大12万5000ドルの出来高が含まれる。3月22日に一度自由契約となったが、3月28日にレッズと新たにマイナー契約を結び直した。
開幕はAAA級ルイビル・バッツで迎えた。5月4日に契約のオプトアウト条項を行使し一旦退団した。5月8日にメジャー契約を結び直し、ロースター入りを果たした。5月29日にTJ・フリードルの復帰に伴い、DFAとなった。5月31日に自由契約となった。

### 第一次DeNA時代
2024年7月5日、横浜DeNAベイスターズと契約したことが発表され、同8日付けで支配下選手登録された。背番号は99。推定年俸は50万ドル。
7月13日のファイターズ鎌ケ谷スタジアムでのイースタン・リーグ公式戦の北海道日本ハムファイターズ戦に「4番・DH」で先発出場し、実戦デビュー。7月26日に脳震盪特例措置で抹消されたタイラー・オースティンの代替指名選手として一軍に昇格し、同日の本拠地である横浜スタジアムでの読売ジャイアンツ戦に「7番・一塁手」で先発出場し、NPBデビュー。7月26日のジャイアンツ戦では井上温大からNPB初安打を本塁打で記録した。8月2日、オースティンの一軍復帰に伴い、代替指名選手であったフォードが登録抹消となった。その後のシーズン中に一軍再昇格の機会はなく、二軍で過ごし、一軍は6試合の出場で打率.200、1本塁打、2打点、二軍では41試合の出場で打率.211、8本塁打（チーム最多タイ）、21打点の成績だった。福岡ソフトバンクホークスとのファーム日本選手権には「6番・DH」で先発出場し、2打席連続本塁打の活躍で優秀選手賞を獲得し、チーム初のファーム日本一に貢献した。ローワン・ウィックが右脇腹肉離れを起こして外国人枠が1つ空いたことにより、クライマックスシリーズ開幕の10月12日に一軍昇格を果たした。全試合に代打として出場し、13日の阪神とのファーストステージ第2戦（阪神甲子園球場）では村上頌樹から右翼への本塁打を放ち、22日の巨人とのファイナルステージ第6戦（東京ドーム）では戸郷翔征から同点打を打つなど、チームの日本シリーズ進出に貢献した。日本シリーズでは主に代打で出場した。ポストシーズン通じて12試合の出場で、打率.333、1本塁打、2打点、出塁率.412の打撃成績を残し、チームの日本一に貢献した。オフの11月30日に退団が発表された。

### ツインズ傘下時代
2025年1月3日にミネソタ・ツインズとマイナー契約を結んだ。AAA級セントポール・セインツでプレーしていたが、6月2日にリリースされた。

### 第二次DeNA時代
2025年7月8日、横浜DeNAベイスターズが再び獲得を発表した。背番号は前回在籍時と同じく99で、来日した同11日付けで正式に支配下選手登録された。12日に行われた入団会見では「いつでも戦えるように準備はしている。あと数日練習を重ねれば適応できる」と発言し、15日のイースタン・リーグ公式戦の東北楽天ゴールデンイーグルス戦で、再入団後初の実戦出場をした。二軍で3試合に出場したのち、7月19日に一軍昇格し、即日中日ドラゴンズ戦でスタメン起用された。チームの4番を務めていた牧秀悟が故障で登録を抹消された8月1日の巨人戦には4番で起用された。

## 詳細情報

### 年度別打撃成績
| 年 度    | 球 団    | 試 合 | 打 席 | 打 数 | 得 点 | 安 打 | 二 塁 打 | 三 塁 打 | 本 塁 打 | 塁 打 | 打 点 | 盗 塁 | 盗 塁 死 | 犠 打 | 犠 飛 | 四 球 | 敬 遠 | 死 球 | 三 振 | 併 殺 打 | 打 率 | 出 塁 率 | 長 打 率 | O P S |
| -------- | -------- | ----- | ----- | ----- | ----- | ----- | -------- | -------- | -------- | ----- | ----- | ----- | -------- | ----- | ----- | ----- | ----- | ----- | ----- | -------- | ----- | -------- | -------- | ----- |
| 2019     | NYY      | 50    | 163   | 143   | 30    | 37    | 7        | 0        | 12       | 80    | 25    | 0     | 0        | 0     | 0     | 17    | 2     | 3     | 28    | 0        | .259  | .350     | .559     | .909  |
| 2020     | NYY      | 29    | 84    | 74    | 5     | 10    | 4        | 0        | 2        | 20    | 11    | 0     | 0        | 0     | 1     | 7     | 0     | 2     | 16    | 4        | .135  | .226     | .270     | .496  |
| 2021     | NYY      | 22    | 72    | 60    | 6     | 8     | 0        | 0        | 3        | 17    | 5     | 0     | 0        | 0     | 0     | 11    | 1     | 1     | 23    | 1        | .133  | .278     | .283     | .561  |
| 2022     | SF       | 1     | 4     | 4     | 0     | 1     | 0        | 0        | 0        | 1     | 2     | 0     | 0        | 0     | 0     | 0     | 0     | 0     | 0     | 0        | .250  | .250     | .250     | .500  |
| 2022     | SEA      | 16    | 38    | 29    | 1     | 5     | 1        | 0        | 0        | 6     | 3     | 0     | 0        | 0     | 0     | 8     | 0     | 1     | 12    | 0        | .172  | .368     | .207     | .575  |
| 2022     | ATL      | 5     | 8     | 7     | 0     | 0     | 0        | 0        | 0        | 0     | 0     | 0     | 0        | 0     | 0     | 1     | 0     | 0     | 2     | 0        | .000  | .125     | .000     | .125  |
| 2022     | LAA      | 28    | 99    | 91    | 8     | 21    | 4        | 0        | 3        | 34    | 5     | 0     | 0        | 0     | 0     | 8     | 0     | 0     | 26    | 1        | .231  | .293     | .374     | .667  |
| '22計    | LAA      | 50    | 149   | 131   | 9     | 27    | 5        | 0        | 3        | 41    | 10    | 0     | 0        | 0     | 0     | 17    | 0     | 1     | 40    | 1        | .206  | .302     | .313     | .615  |
| 2023     | SEA      | 84    | 251   | 219   | 32    | 50    | 6        | 0        | 16       | 104   | 34    | 0     | 0        | 0     | 1     | 24    | 0     | 7     | 81    | 4        | .228  | .323     | .475     | .798  |
| 2024     | CIN      | 17    | 62    | 60    | 2     | 9     | 0        | 1        | 1        | 14    | 4     | 0     | 0        | 0     | 0     | 4     | 0     | 0     | 15    | 1        | .150  | .177     | .233     | .411  |
| 2024     | DeNA     | 6     | 22    | 20    | 1     | 4     | 0        | 0        | 1        | 7     | 2     | 0     | 0        | 0     | 0     | 2     | 0     | 0     | 2     | 0        | .200  | .273     | .350     | .623  |
| MLB：6年 | MLB：6年 | 251   | 781   | 687   | 84    | 141   | 22       | 1        | 37       | 276   | 89    | 0     | 0        | 0     | 2     | 78    | 3     | 14    | 203   | 11       | .205  | .298     | .402     | .700  |
| NPB：1年 | NPB：1年 | 6     | 22    | 20    | 1     | 4     | 0        | 0        | 1        | 7     | 2     | 0     | 0        | 0     | 0     | 2     | 0     | 0     | 2     | 0        | .200  | .273     | .350     | .623  |

- 2024年度シーズン終了時

### 年度別投手成績
| 年 度    | 球 団    | 登 板 | 先 発 | 完 投 | 完 封 | 無 四 球 | 勝 利 | 敗 戦 | セ 丨 ブ | ホ 丨 ル ド | 勝 率 | 打 者 | 投 球 回 | 被 安 打 | 被 本 塁 打 | 与 四 球 | 敬 遠 | 与 死 球 | 奪 三 振 | 暴 投 | ボ 丨 ク | 失 点 | 自 責 点 | 防 御 率 | W H I P |
| -------- | -------- | ----- | ----- | ----- | ----- | -------- | ----- | ----- | -------- | ----------- | ----- | ----- | -------- | -------- | ----------- | -------- | ----- | -------- | -------- | ----- | -------- | ----- | -------- | -------- | ------- |
| 2019     | NYY      | 1     | 0     | 0     | 0     | 0        | 0     | 0     | 0        | 0           | ----  | 12    | 2.0      | 6        | 2           | 0        | 0     | 0        | 1        | 0     | 0        | 5     | 5        | 22.50    | 3.00    |
| 2022     | ATL      | 1     | 0     | 0     | 0     | 0        | 0     | 0     | 0        | 0           | ----  | 5     | 1.0      | 1        | 1           | 0        | 0     | 0        | 0        | 0     | 0        | 2     | 2        | 18.00    | 2.00    |
| 2023     | SEA      | 2     | 0     | 0     | 0     | 0        | 0     | 0     | 0        | 0           | ----  | 12    | 2.0      | 5        | 2           | 1        | 0     | 0        | 0        | 0     | 0        | 4     | 4        | 18.00    | 3.00    |
| MLB：3年 | MLB：3年 | 4     | 0     | 0     | 0     | 0        | 0     | 0     | 0        | 0           | ----  | 29    | 5.0      | 12       | 5           | 0        | 0     | 0        | 1        | 0     | 0        | 11    | 11       | 19.80    | 2.80    |

- 2024年度シーズン終了時

### 年度別守備成績
投手守備
| 年 度 | 球 団 | 投手（P） | 投手（P） | 投手（P） | 投手（P） | 投手（P） | 投手（P） |
| 年 度 | 球 団 | 試 合     | 刺 殺     | 補 殺     | 失 策     | 併 殺     | 守 備 率  |
| ----- | ----- | --------- | --------- | --------- | --------- | --------- | --------- |
| 2019  | NYY   | 1         | 0         | 1         | 0         | 0         | 1.000     |
| 2022  | ATL   | 1         | 0         | 0         | 0         | 0         | ----      |
| 2023  | SEA   | 2         | 1         | 0         | 0         | 0         | 1.000     |
| MLB   | MLB   | 4         | 1         | 1         | 0         | 0         | 1.000     |

内野守備
| 年 度 | 球 団 | 一塁（1B） | 一塁（1B） | 一塁（1B） | 一塁（1B） | 一塁（1B） | 一塁（1B） |
| 年 度 | 球 団 | 試 合      | 刺 殺      | 補 殺      | 失 策      | 併 殺      | 守 備 率   |
| ----- | ----- | ---------- | ---------- | ---------- | ---------- | ---------- | ---------- |
| 2019  | NYY   | 29         | 191        | 9          | 3          | 22         | .985       |
| 2020  | NYY   | 13         | 59         | 3          | 2          | 6          | .969       |
| 2021  | NYY   | 21         | 130        | 9          | 0          | 19         | 1.000      |
| 2022  | SF    | 1          | 11         | 0          | 0          | 1          | 1.000      |
| 2022  | SEA   | 1          | 2          | 0          | 0          | 0          | 1.000      |
| 2022  | LAA   | 27         | 178        | 9          | 0          | 21         | 1.000      |
| '22計 | LAA   | 29         | 191        | 9          | 0          | 22         | 1.000      |
| 2023  | SEA   | 10         | 43         | 3          | 0          | 3          | 1.000      |
| 2024  | CIN   | 2          | 15         | 2          | 0          | 1          | 1.000      |
| 2024  | DeNA  | 6          | 48         | 4          | 1          | 5          | .981       |
| MLB   | MLB   | 104        | 629        | 35         | 5          | 73         | .993       |
| NPB   | NPB   | 6          | 48         | 4          | 1          | 5          | .981       |

- 2024年度シーズン終了時

### 記録

#### NPB
初記録
- 初出場・初先発出場：2024年7月26日、対読売ジャイアンツ14回戦（横浜スタジアム）、「7番・一塁手」で先発出場[32]
- 初打席：同上、2回裏に赤星優志から三飛
- 初安打・初本塁打・初打点：2024年7月27日、対読売ジャイアンツ15回戦（横浜スタジアム）、5回裏に井上温大から右越ソロ[33]

### 背番号
- 74（2019年 - 同年途中）
- 36（2019年途中 - 同年終了、2020年途中 - 2021年、2022年途中 - 同年終了）
- 72（2020年 - 同年途中）
- 70（2022年 - 同年途中）
- 34（2022年途中 - 同年途中）
- 20（2023年）
- 38（2024年 - 同年途中）
- 99（2024年7月8日 - 同年終了、2025年7月11日 - ）